# Accidente ferroviario de Chinchilla de Montearagón
El accidente ferroviario de Chinchilla de Montearagón se produjo el 3 de junio de 2003 en el municipio español de Chinchilla de Montearagón, en la provincia de Albacete, cuando tuvo lugar una colisión de trenes que acabó con la vida de 19 personas y dejó unos 50 heridos.

## Sucesión de los hechos
A las 21:30 horas del 3 de junio de 2003 un tren de pasajeros compuesto por la locomotora diésel 354.007-7 «Virgen de Begoña» remolcando una rama de Talgo IV entró en la estación de Chinchilla, un importante nudo ferroviario situado al sureste de Albacete, en la bifurcación de las líneas hacia Valencia, Alicante y Murcia. El tren procedía de Madrid-Chamartín y tenía como destino Cartagena.
A las 21:35 el tren salió de la estación por la línea de Cartagena cuando por la misma vía y en sentido contrario se encontraba circulando un tren de mercancías procedente de Murcia, siendo su titular la locomotora 333.304. Los dos trenes se encontraron y colisionaron frontalmente a unos 3 km de la estación. Tras el impacto se produjo un incendio que se extendió rápidamente hacia los primeros coches Talgo, resultando calcinadas varias unidades del convoy. Las dos locomotoras resultaron destruidas por la violencia del impacto y causaron baja definitiva en el parque de RENFE.
El accidente se produjo, según la investigación judicial, debido a que el factor de circulación de la estación de Chinchilla dejó la señal de salida de la vía en que se encontraba el Talgo indicando vía libre, y dio orden de marcha al tren de pasajeros, sin recordar que por ese tramo de vía única circulaba el mercancías en sentido contrario, que debía cruzar con éste en la estación.

## Consecuencias

### Víctimas
En un primer momento, se estimó que eran 16 los fallecidos (de los cuales, cinco eran los maquinistas de los dos trenes implicados) junto a diez desaparecidos y 39 heridos. Tras finalizar las labores de rescate, se dio un saldo de 19 personas muertas y otras 65 que resultaron heridas de diversa consideración.

### Proceso judicial
El acusado, declarado culpable, lo fue a causa de un despiste según indicaron las investigaciones; aun así el ministerio fiscal de Castilla-La Mancha solicitó una pena de dos años y 181 días, como presunto responsable de 19 homicidios y 48 delitos de lesiones por imprudencia. Una sentencia de 2006 le condenó a esta pena solicitada, en tanto que establecía la causa del accidente en "un error o negligencia del jefe de estación".